# Hawea
Hawea is een kleine plaats in de regio Otago op het Zuidereiland van Nieuw-Zeeland aan de oevers van Lake Hawea, 18 kilometer ten noordoosten van Wanaka.